# Cora Millet-Robinet
Cora Millet-Robinet (França, 28 de novembro de 1798 — França, 7 de dezembro de 1890) foi uma escritora francesa.